# Sønder Broby Kirke
Sønder Broby Kirke ligger mellem landsbyerne Sønder Broby og Brobyværk ca. 14 km N for Faaborg (Region Syddanmark).

## Eksterne kilder og henvisninger
- Wikimedia Commons har flere filer relateret til Sønder Broby Kirke
- Sønder Boby Kirke Arkiveret 31. januar 2011 hos  Wayback Machine på nordenskirker.dk
- Sønder Broby Kirke på KortTilKirken.dk